# 鳴海康弘
鳴海 康弘（なるみ やすひろ、1966年 - ）は、北海道生まれの画家。小樽市在住。武蔵野美術大学造形学部油絵科卒業。

## 出展・受賞
- 1989年 - 個展（東京都杉並区、アートスペースコア）
- 2002年 - 新道展 入選
- 2003年・2004年 - 道展 入選
- 2012年・2013年 - 個展（市立小樽美術館）
- 2016年～2019年 - THEY展（小樽市美術館）
- 2017年～2020年 - ニューポイント展（札幌、さいとうギャラリー）
- 2017年 - 小樽市展 国際ソロプチミスト小樽賞。
- 2018年 - 小樽市展 国際ソロプチミスト小樽賞。
- 2019年 - 小樽市展 北海道新聞社賞。